# Somatopleure
La somatopleure (ou pariétopleure) est la partie latérale du mésoderme. Se situant sur les lames latérales comme la splanchnopleure, elle fait ainsi partie de la partie recouvrant la face interne de l'épiblaste.
La somatopleure est à l'origine notamment de l'épithélium cœlomique, de la musculature de la tête, et des membres (muscles et os par l'intermédiaire d'un mésenchyme).